# Rastal (Gemeinde Tragöß-Sankt Katharein)
Rastal ist eine Ortschaft und eine Katastralgemeinde der Gemeinde Tragöß-Sankt Katharein im Bezirk Bruck-Mürzzuschlag in Steiermark.
Die Ortschaft im Tal der Laming besteht weiters aus mehreren Einzellagen.

## Siedlungsentwicklung
Zum Jahreswechsel 1979/1980 befanden sich in der Katastralgemeinde Rastal insgesamt 57 Bauflächen mit 17.803 m² und 26 Gärten auf 27.235 m², 1989/1990 gab es 54 Bauflächen. 1999/2000 war die Zahl der Bauflächen auf 225 angewachsen und 2009/2010 bestanden 116 Gebäude auf 255 Bauflächen.

## Bodennutzung
Die Katastralgemeinde ist land- und forstwirtschaftlich geprägt. 155 Hektar wurden zum Jahreswechsel 1979/1980 landwirtschaftlich genutzt und 479 Hektar waren forstwirtschaftlich geführte Waldflächen. 1999/2000 wurde auf 104 Hektar Landwirtschaft betrieben und 520 Hektar waren als forstwirtschaftlich genutzte Flächen ausgewiesen. Ende 2018 waren 78 Hektar als landwirtschaftliche Flächen genutzt und Forstwirtschaft wurde auf 528 Hektar betrieben. Die durchschnittliche Bodenklimazahl von Rastal beträgt 13,4 (Stand 2010).